# Lipinia longiceps
Lipinia longiceps — вид сцинкоподібних ящірок родини сцинкових (Scincidae). Ендемік Папуа Нової Гвінеї.

## Поширення і екологія
Lipinia leptosoma мешкають в прибережних районах на південному сході Нової Гвінеї, від півострова Гуон через провінцію Моробе до провінції Оро, а також на островах Тробріана, Луїзіада і Д'Антркасто в провінції Мілн-Бей. Вони живуть у вологих тропічних лісах, на висоті до 1000 м над рівнем моря.